# Lubbe Onneken
Lubbe Onneken (bezeugt 1433; † 16. Mai 1476) war ein Ostfriesischer Häuptling zu Kniphausen.

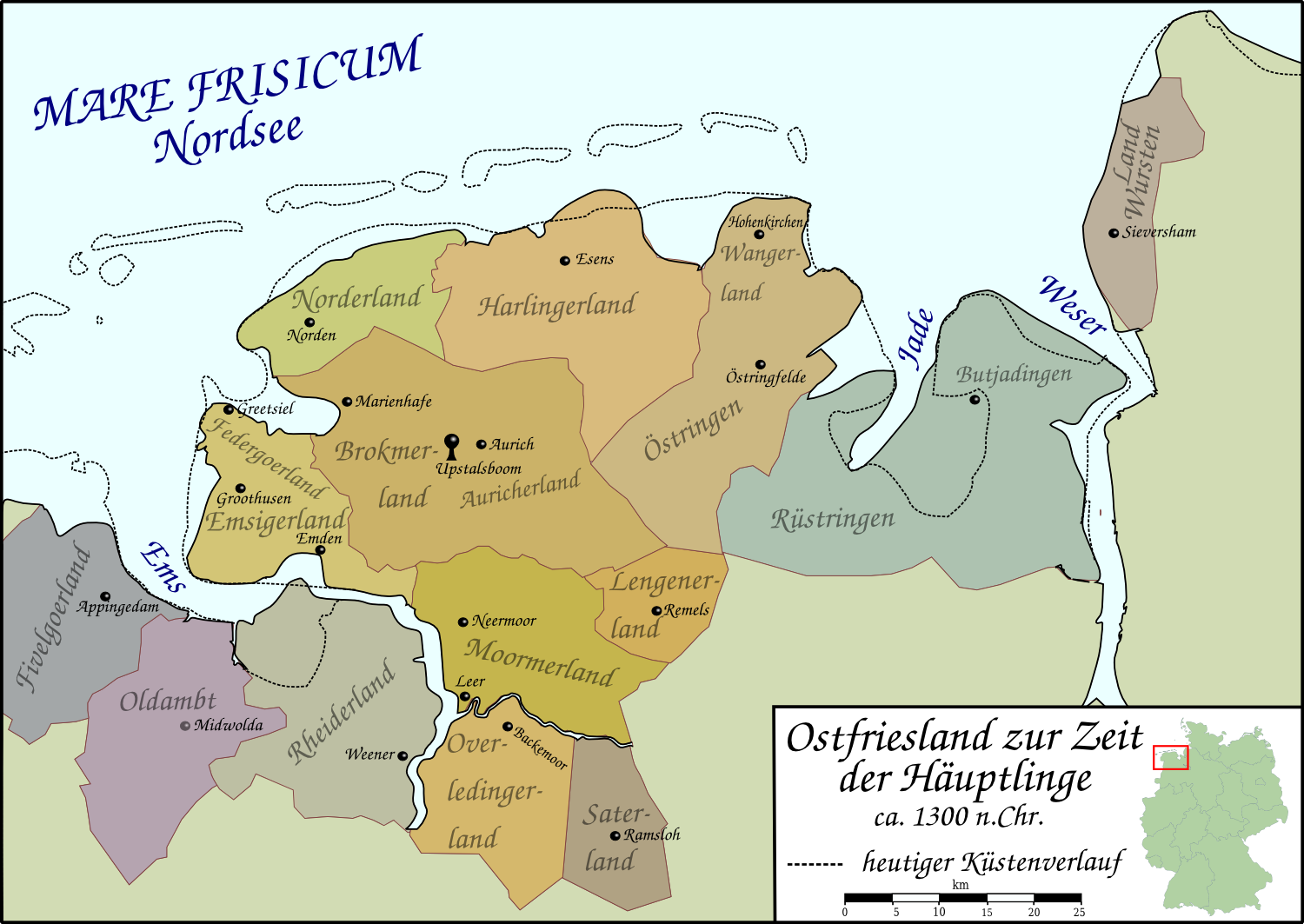
Ostfriesland zur Zeit des Häuptlingswesens

## Leben
Lubbe Onneken war ein Sohn des Häuptlings Tante Ummeldes zu Langwarden in Butjadingen. Laut einer 1567 bezeugten Familienüberlieferung soll er um 1418 wegen eines ungesühnten Totschlags aus Butjadingen geflohen sein. Vermutlich wurde er aber wie die anderen Butjadinger Ortshäuptlinge vertrieben, als sich um die gleiche Zeit die bäuerliche Bevölkerung des Landes im Bündnis mit Bremen gegen diese erhob. Er soll dann bei Junker Sibet von Rüstringen (bezeugt 1416, † 1433), Sohn des Lubbe Sibets, auf der Sibetsburg in Dienst genommen worden sein. 1433 trat er mit Hayo Harlda, dem Häuptling zu Jever, bei dem erfolglosen Verteidigungsversuch der Sibetsburg gegen Hamburger und Ostfriesen in Erscheinung. Zu der Zeit war er bereits mit Rineld, der Halbschwester des Häuptlings Sibet von Rüstringen und Schwester Hayo Harldas, verheiratet.
1434 urkundete er als Lyubbe Onkelde to Knipense (Kniphausen) und spätestens seit 1440 war er Häuptling zu Knippens, wobei seine Kniphäuser Herrschaft offenbar der Anteil seiner Frau Rineld aus dem Nachlass Sibets war. Gemeinsam mit seinem Schwager Hayo Harlda bemühte er sich spätestens ab 1438, auch um die Nachfolge Sibets als Häuptling für das "Viertel" Rüstringen bzw. Bant. Daraufhin wurden beide zu Vorstehern dieses Landes gewählt.
Lubbe Onneken nahm diese Funktion offenbar auch später noch neben Hayo Harldas Sohn Tanno Duren (bezeugt 1442; † 1468) wahr, allerdings wurde in der Folgezeit nur dieser als Häuptling "zu Rüstringen" angesprochen. Onneken blieb eher im Hintergrund und erwies sich für Tanno ebenso wie für dessen Sohn Edo Wiemken den Jüngeren (* um 1454; † 1511) als ein zuverlässiger Helfer. Als Gegenleistung wurden ihm dafür offenbar der Ausbau und Festigung seiner eigenen Häuptlingsherrschaft, beispielsweise mit dem Recht zum Burgenbau, in Kniphausen und den Kirchspielen Accum und Fedderwarden zugestanden.
Am 16. Mai 1476 starb Lubbe Onneken. Nach dem Tod seiner ersten Frau (1438) hatte er in zweiter Ehe Binlef (auch Binlip bzw. Benelip), die Schwester des Häuptlings Alke von Inhausen, geheiratet. Sie sorgte für die Abschiebung von Ede, Lubbe Onneckens Sohn aus erster Ehe. Stattdessen wurde Kniphausen an ihren eigenen Sohn Iko und nach dessen erbenlosen Tod (1495) an Fulf von Inhausen, den Sohn Alkes von Inhausen, gegeben. Seither blieben Kniphausen und Inhausen verbunden. Lubbe Onneken wurde in der Festungskirche von Accum bestattet.